# Walking with No One
Walking with No One è un brano musicale del gruppo musicale finlandese End of You, estratto come primo singolo dall'album Unreal del 2006.
È stata la canzone che ha fatto conoscere la band al pubblico, già presente nell'album demo omonimo del 2004. In Finlandia, il singolo è uscito anticipatamente il 30 novembre 2005 ed è arrivato al 17º posto in classifica, mentre nel resto dell'Europa è uscito il 4 gennaio 2006.

## Il video
Il video musicale di Walking With No One è stato diretto da Mikko Riikonen e Tuukka Temonen.

## Tracce
1. Walking With No One – 3:35
2. Time to Say – 8:07

## Formazione
- Jami Pietilä - voce
- Jani Karppanen - chitarra
- Joni Borodavkin - tastiere
- Timo Lehtinen - basso
- Mika Keijonen - batteria